# Sacramentum caritatis
Sacramentum caritatis (česky Svátost lásky) je první postsynodální (Řím, 2. října 2005 – 23. října 2005) apoštolská exhortace Benedikta XVI. Byla podepsána 22. února 2007.
V dokumentu se hovoří o svátosti eucharistie. Po úvodu se skládal ze tří částí, z nichž každá představovala jiný pohled na církevní chápání eucharistie.

## Obsah

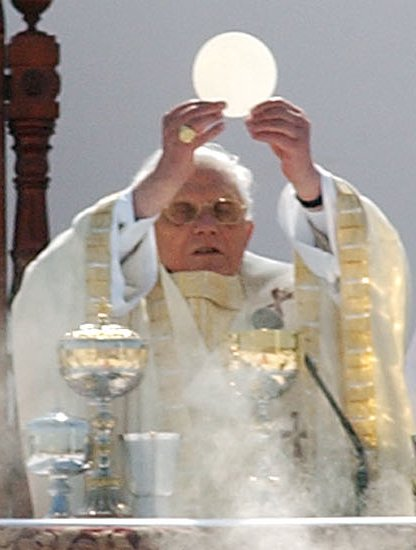
Benedikt XVI. drží v ruce Nejsvětější svátost, nazývanou také Eucharistie, o níž katolíci věří, že je skutečným, pravým a podstatným Tělem a Krví Ježíše Krista.

Papež Benedikt XVI. zkoumá důležitý vztah mezi eucharistií a ostatními svátostmi. Zdůrazňuje také sociální důsledky eucharistie a propojuje ji se sociálním učením církve. Dokument je rozdělen do tří částí, které se točí kolem eucharistie jako tajemství (1), kterému je třeba věřit, (2) které je třeba slavit a (3) které je třeba žít.

## Struktura

### Úvod1. Eucharistie, tajemství, kterému je třeba věřit
- Nejsvětější Trojice a eucharistie
- Eucharistie: Ježíš, pravý obětovaný Beránek
- Duch svatý a eucharistie
- Eucharistie a církev
- Eucharistie a svátosti
- Eucharistie a eschatologie
- Eucharistie a Panna Maria

V Sacramentum caritatis Benedikt XVI. cituje Jan 6, 51 (Kral, ČEP): „Já jsem živý chléb, který sestoupil z nebe; kdo jí z tohoto chleba, bude žít navěky; a chléb, který já dám za život světa, je mé tělo.“ Poukazuje na to, že eucharistie je v podstatě trinitární. Svatý Cyril Jeruzalémský ve svých Katechezích uvádí, že „vzýváme Boha, aby ve svém milosrdenství seslal svého svatého Ducha na oběti, které jsou před námi, aby proměnil chléb v Kristovo tělo a víno v Kristovu krev.“ Epikleze mše svaté je prosbou k Otci, aby seslal dar Ducha, aby se chléb a víno staly tělem a krví Ježíše Krista.
Benedikt také rozvádí vztah mezi eucharistií a svátostí pokání. „Víme, že věřící jsou obklopeni kulturou, která má tendenci eliminovat smysl pro hřích a prosazovat povrchní přístup, který přehlíží potřebu být ve stavu milosti, aby bylo možné důstojně přistupovat ke svátostnému přijímání. Ztráta vědomí hříchu s sebou vždy nese určitou povrchnost v chápání Boží lásky. Vyzdvihnout v rámci mešního obřadu prvky, které vyjadřují vědomí osobního hříchu a zároveň Božího milosrdenství, se může ukázat pro věřící jako nanejvýš užitečné.“
Protože krása eucharistie se týká přímo Krista v jeho osobě, umožňuje účastníkům nahlédnout do eschatologického rozměru, který je v eucharistii obsažen jako příslib budoucí slávy.

### 2. Eucharistie, tajemství, které se má slavit
- Eucharistické slavení dílo „Christus totus“
- Ars celebrandi
- Struktura eucharistické slavnosti
- Actuosa participatio
- Vnitřně zúčastněná slavnost
- Eucharistická adorace a zbožnost

Při slavení eucharistie nám Ježíš Kristus ukazuje, jak pravda lásky dokáže proměnit i temné tajemství smrti v zářivé světlo vzkříšení. Prostřednictvím eucharistie se stává vším ve všech, je ve své celistvosti přítomen v členech církve (§ 36). Jednotlivé údy tvoří duchovní kameny církve. Zpěv je projevem radosti, a když se nad tím zamyslíme, i projevem lásky. Nový člověk zpívá novou píseň. (§ 42)

### 3. Eucharistie, tajemství, které je třeba prožívat
- Eucharistická forma křesťanského života
- Eucharistie, tajemství, které je třeba hlásat
- Eucharistie, tajemství, které má být nabídnuto světu